# Хаджиев, Дильшот Журатович
Дильшат Хаджиев (р.17 сентября 1983) — киргизский борец греко-римского стиля, призёр чемпионата Азии.